# Finlande aux Jeux olympiques d'hiver de 1928
Cet article contient des informations sur la participation et les résultats de la Finlande aux Jeux olympiques d'hiver de 1928 à Saint-Moritz en Suisse. La Finlande était représentée par 18 athlètes. 
La délégation finlandaise a récolté en tout 4 médailles, toutes en patinage de vitesse : 2 d'or, 1 d'argent et 1 de bronze. Elle a terminé au 4e rang du classement des médailles.

## Médailles
| Médaille                            | Nom             | Sport               | Compétition         |
| ----------------------------------- | --------------- | ------------------- | ------------------- |
| Médaille d'or, Jeux olympiques      | Clas Thunberg   | Patinage de vitesse | 500 mètres hommes   |
| Médaille d'or, Jeux olympiques      | Clas Thunberg   | Patinage de vitesse | 1 500 mètres hommes |
| Médaille d'argent, Jeux olympiques  | Julius Skutnabb | Patinage de vitesse | 5 000 mètres hommes |
| Médaille de bronze, Jeux olympiques | Jaako Friman    | Patinage de vitesse | 500 mètres hommes   |